# Ułachan-Sis
Ułachan-Sis (ros.: Улахан-Сис) – pasmo górskie w azjatyckiej części Rosji, w północnej Jakucji, stanowiące przedłużenie Połousnego Kriażu. Rozciąga się na długości ok. 160 km, pomiędzy rzeką Indygirką na zachodnie a źródłami Sundrunu na północnym wschodzie. Najwyższy szczyt osiąga 754 m n.p.m. Pasmo zbudowane z granitów, dewońskich piaskowców i skał wulkanicznych. W dolinach występują lasy modrzewiowe.